# Kupus salata
Kupus salata (od holandskog termina koolsla, što znači „salata od kupusa”) jeste salata koja se primarno sastoji od fino rezanog sirovog kupusa s prelivom, uglavnom ili vinegret ili majoneza. Kada se priprema sa vinegretom, može da ima duži vek trajanja zahvaljujući pravljenju turšije.
Može da se servira kao prilog, a nudi se u mnogim lancima fast-fud restorana u SAD.